# Dikén-diklorid
A dikén-diklorid (vagy más néven kén-klorür) a kén és a klór egymással alkotott molekulavegyülete. Képlete S2Cl2. Közönséges körülmények között sárgásbarna színű, olajszerű folyadék. Szaga fojtó, könnyezésre ingerlő hatású. Levegőn füstölög. Víz hatására hidrolizál. Jól oldódik apoláris oldószerekben (például alkoholban dietil-éterben, szénkénegben, benzolban). Izgatja a légutakat. Mérgező hatású, akár halált is okozhat.

## Kémiai tulajdonságai
A dikén-diklorid a ként nagyon jól oldja, a telített oldat kéntartalma 65%. Az oldáskor dikloro-szulfánok képződnek, ezek általános képlete SnCl2. Ezekben a vegyületekben nagyon sok kénatom kapcsolódik láncszerűen egymáshoz, az összekapcsolódó kénatomok száma a 100-at is megközelítheti. A kaucsuk hideg vulkanizálására alkalmazzák őket.
Víz vagy nedvesség hatására hidrolizál, mint általában a nemfémek halogenidjei. A vegyület füstölgését a hidrolízis során fejlődő hidrogén-klorid okozza. A folyamat során először kén-hidrogén és kén-dioxid képződik, ezek egymással reakcióba lépnek és kolloid kén válik ki.
{\displaystyle \mathrm {S_{2}Cl_{2}+2\ H_{2}O\rightarrow SO_{2}+H_{2}S+2\ HCl} }
{\displaystyle \mathrm {SO_{2}+2\ H_{2}S\rightarrow 2\ H_{2}O+3\ S} }
{\displaystyle \mathrm {SO_{2}+H_{2}O\rightarrow H_{2}SO_{3}} }
Így a nettó reakcióegyenlet:
{\displaystyle \mathrm {2\ S_{2}Cl_{2}+3\ H_{2}O\rightarrow H_{2}SO_{3}+4\ HCl+3\ S} }
Erős klórozószer, megtámadja a fémeket, kloridokat és szulfidokat képez velük.

## Előállítása
Dikén-diklorid előállításakor klórgázt vezetnek kén olvadékába. A képződő terméket desztillálják.

## Felhasználása
A kén dikén-dikloridban való oldósakor képződő dikloro-szulfánokat a kaucsuk vulkanizálásakor alkalmazzák. Korábban felhasználták harci gázok gyártására. Alkalmazzák rovarirtószerek előállításakor. A laboratóriumokban vegyszerként használják elemzésekhez.